# تاج (مسلسل)
تاج مسلسل تلفزيوني سوري عٌرض في شهر رمضان 2024، من إخراج سامر البرقاوي، ومن تأليف عمر أبو سعدة، ومن بطولة تيم حسن، بسام كوسا، فايا يونان، أندريه سكاف، كفاح الخوص ونورا رحال.

## قصة المسلسل
تدور قصة مسلسل تاج حول ملاكم في حقبة الانتداب الفرنسي على سوريا يدعى تاج، والذي يجد نفسه في كوكبة من الاتهامات التي تشير إلى عمالته مع المستعمر الفرنسي، مما يضطره إلى العمل جاهدًا على تبرئة نفسه من التهم الموجهة له.

## الممثلين والشخصيات
شارك في أداء أداور مسلسل تاج السوري كل من:
- تيم حسن: بدور تاج.
- بسام كوسا: بدور رياض بك الجوهر.
- فايا يونان: بدور نوران.
- كفاح الخوص: بدور سليم.
- جوزيف بو نصار: بدور الكولونيل جول.
- موفق الأحمد: بدور الصابوني.
- إيهاب شعبان: بدور زكريا.
- باسل حيدر: بدور شكري القوتلي.
- نوار سعد الدين: بدور هشام.
- دوجانا عيسى.
- أندريه سكاف.
- سهيل جباعي.
- سوسن أبو عفار.
- نورا رحال.
- فرح الدبيات.